# Robert Urich
Pour les articles homonymes, voir Urich.
Robert Urich est un acteur et producteur américain, né le 19 décembre 1946 à Toronto (Ohio) et mort le 16 avril 2002 à Thousand Oaks en Californie (États-Unis) d'une forme peu commune de cancer qui s'attaquait principalement aux articulations.

## Biographie
Il était surtout connu pour le rôle de Dan Tanna, le détective privé de charme de la série Vegas chargé de démêler les intrigues imaginées par Michael Mann. De 1978 à 1981, il a interprété 66 fois le détective privé assisté par deux jolies secrétaires, Beatrice et Angie.
Le succès de la série était tel à l'époque (Robert Urich était considéré comme l'homme le plus séduisant des États-Unis) que de nombreuses vedettes y firent des apparitions, de Kim Basinger à Melanie Griffith, en passant par Stepfanie Kramer, Jill St. John, Dean Martin, Leslie Nielsen, Tony Curtis ou Mohamed Ali.

## Filmographie

### Acteur
- 1973 : Bob & Carol & Ted & Alice (TV series) (série TV) : Bob Sanders
- 1973 : Magnum Force : Officer Mike Grimes
- 1974 : Killdozer! (en) (TV) : Mack McCarthy
- 1975 : The Specialists (TV) : Dr. William Nugent
- 1975-1976 : Section 4 (série TV) : Officier Jim Street
- 1976 : Tabatha (série TV) : Paul Thurston
- 1977 : Bunco (TV) : Walker
- 1977-1979 : La croisière s'amuse (TV) : Larry Hartman Saison 2 épisode 13
- 1978 : Leave Yesterday Behind (TV) : David Lyle
- 1978 : Vega$ (série TV) : Dan Tanna
- 1979 : When She Was Bad... (TV) : Bob Morgan
- 1980 : Fighting Back: The Rocky Bleier Story (en) (TV) : Rocky Bleier
- 1980 : The Shadow Box (TV)
- 1981 : Killing at Hell's Gate (TV) : Charles Duke
- 1982 : Tentez votre chance (Take Your Best Shot) (TV) : Jess Marriner
- 1982 : Gavilan (en) (série TV) : Robert Gavilan
- 1982 : Espèce en voie de disparition (Endangered Species) : Ruben Castle
- 1983 : Princesse Daisy (Princess Daisy) (TV) : Patrick Shannon
- 1984 : L'Amour en héritage de Douglas Hickox / Kevin Connor, (feuilleton TV) : Jason Darcy
- 1984 : Les Guerriers des étoiles (The Ice Pirates) : Jason
- 1984 : Invitation pour l'enfer (Invitation to Hell) (TV) : Matt Winslow
- 1984 : His Mistress (TV) : Allen Beck
- 1985 : Scandal Sheet (TV) : Ben Rowan
- 1985 : Turk 182! : Terry Lynch
- 1985 - 1988 : Spenser (Spenser: For Hire) (série TV) : Spenser
- 1986 : L'Impossible évasion (The Defiant Ones) (TV) : Johnny 'Joker' Johnson
- 1986 : Young Again (TV) : Michael Riley, Age 40
- 1987 : Amerika (feuilleton TV) : Peter Bradford
- 1988 : April Morning (TV) : Joseph Simmons
- 1989 : Long zai tian ya : Airport police
- 1989 : Spooner' (TV) : Harry Spooner / Michael Norlon
- 1989 : The Comeback (TV) : Scotty Malloy
- 1989 : She Knows Too Much (TV) : Harry
- 1989 : Lonesome Dove (feuilleton TV) : Jake Spoon
- 1989 : Murder by Night (TV)
- 1989 : Night Walk (TV) : Simon
- 1990 : Confiance aveugle (en) (Blind Faith) (TV) : Rob Marshall
- 1990 : American Dreamer (série TV) : Tom Nash
- 1990 : A Quiet Little Neighborhood, a Perfect Little Murder (TV) : Ross Pegler
- 1990 : 83 Hours 'Til Dawn (TV) : Bradley Burdock
- 1991 : Stranger at My Door (en) de Vincent McEveety (TV) : Joe Fortier
- 1991 : ...And Then She Was Gone (TV) : Jack Bauer
- 1992 : Blind Man's Bluff (TV) : Thomas Booker
- 1992 : Survive the Savage Sea (TV) : Jack Carpenter
- 1992 : Un Sosie dangereux (Double Edge) (TV) : Harry Carter
- 1992 : Revolver (TV) : Nick Suster
- 1992 : Crossroads (série TV) : Johnny
- 1993 : Spenser: Ceremony (TV) : Spenser
- 1993 : Sous la menace d'un père (Deadly Relations) (TV) : Leonard J. Fagot
- 1993 : It Had to Be You (en) (série TV) : Mitch Quinn
- 1994 : Jock of the Bushveld : Rocky
- 1994 : The World's Greatest Magic (TV) : Host
- 1994 : Spenser: Pale Kings and Princes (TV) : Spenser
- 1994 : To Save the Children (TV) : Jake Downey
- 1994 : Danielle Steel : Un parfait inconnu de Michael Miller : Alex Hale
- 1994 : Spenser: Le piège (Spenser: The Judas Goat) (TV) : Spenser
- 1995 : Spenser: Cité sauvage (Spenser: A Savage Place) (TV) : Spenser
- 1995 : A Horse for Danny (TV) : Eddie Fortuna
- 1995 : She Stood Alone: The Tailhook Scandal (TV) : Adm. Williams
- 1996 : Capitaines courageux (Captains Courageous) (TV) : Capt. Matthew Troop
- 1996 : The Angel of Pennsylvania Avenue : Angus Feagan
- 1996 : The Lazarus Man (série TV) : James Cathcart
- 1997 : Boatworks (série TV) : Host
- 1997 : Vital Signs (série TV) : Host
- 1997 : Choc en plein ciel (Final Descent) (TV) : Capt. Glen (Lucky) Singer
- 1998 : Invasion America (série TV) : Briggs (voix)
- 1998- 1999 : La croisière s'amuse, nouvelle vague (série TV)
- 1999 : Le Train de l'enfer (Final Run) (TV) : Glen 'Lucky' Singer
- 1999 : La Croisée des chemins (Miracle on the 17th Green) (TV) : Mitch McKinley
- 2001 : Clover Bend : Bill
- 2001 : Late Boomers (TV) : Dennis
- 2001 : La Route de la liberté (Aftermath) (TV) : Jack
- 2001 : For Love of Olivia (TV) : Horton Roundtree
- 2001 : Emeril (série TV) : Jerry McKenney
- 2002 : Action Force (The President's Man: A Line in the Sand) (TV) : President Adam Mayfield
- 2002 : Night of the Wolf (TV) : Purly Owens

### Producteur
- 1986 : L'Impossible évasion (The Defiant Ones) (TV)
- 1992 : Blind Man's Bluff (TV)